# Alonissos
Alonnisos (tiếng Hy Lạp: Αλόννησος), còn được chuyển tự là Alonissos hay Alonisos, là một hòn đảo của Hy Lạp trong biển Aegea. Cùng Skiathos và Skopelos, đây là một đảo trong cụm Bắc Sporades. Nó nằm cách Skopelos 3 km (2 mi) (2 nm) về phía đông. Alonnisos cũng là tên của ngôi làng trên đảo, tên của đơn vị hành chính bao hàm làng và cả hòn đảo.

## Lịch sử
Vào thời Trung Đại đến thế kỷ XIV, hòn đảo mang tên Liadromia (Λιαδρόμια). Nó được đặt lại tên Alonnisos năm 1838, do những học giả nhầm nó với đảo Alonnisos cổ đại. Trên thực tế, hòn đảo nay gọi là Alonnisos được người Hy Lạp cổ đại gọi là Ikos (Ίκος).

## Địa lý
Chỗ rộng nhất của hòn đảo đạt 4,5 kilômét (3 dặm) theo chiều tây bắc đến đông nam và chỗ dài nhất đạt 20 kilômét (12 dặm) theo chiều phía tây nam đến đông bắc. Diện tích hòn đảo là 64 km², được cấu thành từ đá vôi là chính. 

## Dân số
| Năm  | Dân số |
| ---- | ------ |
| 1991 | 2.985  |
| 2001 | 2.700  |
| 2011 | 2.750  |
| 2012 | 2.398  |
| 2015 | 2.069  |